# Augur
În antichitatea romană augurii erau cei 16 preoți ai unui colegiu religios cărora li se atribuia facultatea de a prevesti viitorul și de a interpreta voința zeilor după zborul și cântecul păsărilor sau după măruntaiele animalelor sacrificate. Augurii erau specialiști în divinație, având sarcina de păstrare a regulilor tradiționale privitoare la observarea și interpretarea auspiciilor. Ei dețineau cărți unde erau consemnate metodele și rezultatele observațiilor lor. 